# District d'Izumi
Le district d'Izumi (出水郡, Izumi-gun) est un district de la préfecture de Kagoshima au Japon.
Au 1er novembre 2014, sa population était de 10 477 habitants pour une superficie de 116,25 km2.

## Commune du district
- Nagashima